# Primevère velue
Primula villosa
Espèce
La Primevère velue (Primula villosa) est une espèce de plantes à fleurs de la famille des Primulacées.